# Bernard Šafařík
Bernard Šafařík, auch Bernard Safarik, (* 24. Mai 1948 in Kutna Hora, Tschechoslowakei) ist ein schweizerisch-tschechischer Regisseur und Publizist.

## Leben
Šafařík wurde zuerst am Besuch eines Gymnasiums durch das Regime gehindert. Er konnte 1963 eine Lehre in einer Prager Brauerei anfangen, 1965/66 besuchte er eine Schule für Lebensmitteltechnologie, 1966/67 wechselte er aufs Gymnasium, wo er 1967 den Abiturabschluss machte. Erste literarische Arbeiten und Kurzgeschichten wurden vom Tschechoslowakischen Rundfunk ausgestrahlt. 1968 emigrierte er in die Schweiz, zuerst nach Genf, dann nach Basel.
Von 1968 bis 1976 studierte Šafařík Literatur, Geschichte und politische Philosophie an der Universität Basel. 1969/70 war er Vizepräsident der Studentenschaft, daneben arbeitete er als Englischlehrer an einem Basler Privatgymnasium, als Journalist (Nationalzeitung, Basler Nachrichten, Basler Zeitung, Neue Zürcher Zeitung, Frankfurter Rundschau, Die Zeit, Stuttgarter Zeitung) und als Autor von literarischen Radiosendungen (Studio Basel, Studio Bern, Hessischer Rundfunk, Bayerischer Rundfunk), als Dozent an der Volkshochschule der Uni Basel, und als Regisseur von Poesieabenden mit Basler Theaterschauspielern. 1982 wurde er in Basel eingebürgert. Seit 1990 lebt er in der Schweiz und in Tschechien.

## Filme
1974 entstanden erste filmische Arbeiten, Szenen aus Dostojewskis Idiot für das Schweizer Fernsehen und Interviews mit exilrussischen Schriftstellern. Von 1976 bis 1983 war Šafařík freier Mitarbeiter (Regisseur, Autor) bei den Fernsehanstalten ARD, ZDF, Schweizer Fernsehen und schuf kurze und lange Dokumentarfilme, politische Reportagen und Kulturbeiträge. Zwischen 1978 und 1983 entstanden auch 80 experimentelle Kurzfilme aus dem Bereich der bildenden Kunst, produziert beim Hessischen Fernsehen, Frankfurt. Zusammengefasst wurden sie jeweils in einer eigenen Sendereihe (60 min. pro Ausstrahlung), anfangs hieß sie 7 × Kunst, später Atelierbesuche. Die einzelnen Filme hatten Längen von 7 bis 15 Minuten.

## Filmographie (Auswahl)

### Kurze Dokumentarfilme 1974–1984
- 1974: Russen in der Schweiz (Tolstoi, Dostojewski, Vladimir Nabokov, Wladimir Maximow, Andrei Sinjawskij, Wiktor Nekrassow)
- 1975: Der Einsame von Münster – Edzard Schaper; Sowjetischer Kulturaustausch
- 1976: Humboldt – Stiftung; Portugal – der Boden denen, die ihn bebauen; Minderheitenprobleme in Kärnten; Subventionierte Kunst: Wer bezahlt unsere Künstler?; Bestseller – und wie man sie macht
- 1977: 30 Jahre Theatre nationale de Strasbourg; Dissidenten – Biennale; Ist Fotografie Kunst?; Der Existenzkampf schweizerischer Literaturzeitschriften; Deutsche Schriftsteller und das Tessin
- 1978: Le Maiollon: Strassburgs neues Kulturzentrum; Jüdische Kultur im Kanton Aargau; Entartete Kunst in Schweizer Museen; Kunst und Bank; Kunst per Post; 7 × Kunst (Benno Walldorf, Bernd Rosenheim, Jan Smejkal, Almut Gernhardt, Reimer Jochims, Edith Hartl von Scheidt, Annegret Soltau)
- 1979: Kafka; Neue Zürcher Zeitung; Ein Restaurant als Romanschauplatz; Sprayer; Der ungeliebte Riese MIGROS; 7 × Kunst (Helga Kaiser, Lutz Brockhaus, Norbert Wolf, Volker Bussmann, Michael Rögler, Franz Erhard Walter, Otmar Hörl, Astrid Lincke-Zukunft)
- 1980: 7 × Kunst (Winfried Mühlum, Inge Vahle, Bernhard Jäger, Ev Krüger, Wolfgang Oppermann, Kazuo Katase, Wolfgang Schmidt); Basler Museumspolitik; 7 × Kunst (Peter Engel, Hans Steinbrenner, Hanja Rau, Pierre Kröger, Wera Röhm, Guntram Porps, Andrea Küpper); Atelierbesuche (Marita Kaus, Baldur Greiner, Thomas Bayrle, Renate Heyne, Herrmann Goepfert, Darivoj Cada, Ute Ebeling)
- 1981: Atelierbesuche (E. R. Nele, Barbara Isabella Bauer-Heussler, Walter Heckmann, Doris Conrads, Herbert Hamak, Klaus Dieter Steffens); Atelierbesuche (Bernhard Krönung, Joachim Raab, Richard Hess, Renate Sautermeister, Gerhardt Schweizer); Atelierbesuche (Irene Peschick, Petr Horák, Kornelia Scholz, Peter Friese, Johannes Musolf, Elvira Bach); Die Neuen Wilden
- 1982: Atelierbesuche (Rolf Lenz, Christian Hanussek, Urf Eberle); Dokumenta 7 in Kassel (1. Teil); Dokumenta 7 in Kassel (2. Teil); Atelierbesuche (Olaf Hauke, Gudrun Differenz, Peter Miyabe)
- 1983: Kartause Ittingen; Taschenbücher; Atelierbesuche (Klaus Böttger, Bruno K., Frank Leissring); Wie kommt Kunst zu ihren Preisen?; Atelierbesuche (Annegret Emmrich, Uli Diekmann, Jean-Claude Wiedl); Atelierbesuche (Walter Hanusch, Klaus Böhmer, Doris Lerche); Paprika ohne Feuer; Wohnungssituation in Ungarn; Atelierbesuche (Franklin Gilliam, Vollrad Kutscher); Atelierbesuche (Hans Dieter Tylle, Thomas Duttenhöfer, Walter von Rüden, Christiane Kaiser)
- 1984: Der Brunnen

### Längere Dokumentarfilme 1977–1981
- 1977: Warten auf Mendelssohn (Porträt Edzard Schaper), Schweizer Fernsehen (60 Min.)
- 1978: Zwischen den Fronten (Deutschsprachige jüdische Emigranten und die Schweiz der Jahre 1933–1945), Leopold Lindtberg, Fritz Hochwaelder, Golo Mann, Hans Weigel, Erwin Praker, Horst Budjuhn, Edwin Maria Landau, Herman Adler und die Schweizer Max Frisch, Kurt Guggenheim, Emmie Oprecht, Oskar Reck, Lazar Wechsler, Lukas Ammann etc. Schweizer Fernsehen (60 Min.)
- 1980: Die alte Tante von der Falkenstrasse (200 Jahre Zürcher Zeitung), ZDF (44 Min).
- 1981: Expansion in den Fortschritt (die 60er Jahre und die kinetische Kunst), WDR (60 Min.)

### Spielfilme
- 1982: Kurzspielfilm Goethes Tagebuch, ARD (150. Todestag von J. W. v. Goethe)
- 1983: Hunderennen (90 Min.)

Ausgezeichnet an Festivals in Mannheim, Saarbrücken und Amiens, eingeladen weiter nach Toronto, Los Angeles, Montreal, Kairo, San Sebastian, Strassburg, Solothurn, Locarno, Chamrousse, Vevey etc. In Kinos der Schweiz, Deutschlands, Österreichs, und Kanadas. Fernsehausstrahlungen: DRS, 3sat, ORF, ČT. Qualitätsprämie vom Bund, Bern 1983.
- 1986: Das kalte Paradies (90 Min.)

Ausgezeichnet an Festivals in Saarbrücken, San Remo, Brüssel. Eingeladen weiter nach Montreal, London, Kairo, Strassburg, Warschau, Solothurn, Locarno, Nürnberg, Thai-Peih, Lyon, Kopenhagen, etc. Kinos: Schweiz, Deutschland, Österreich. In Deutschland Film des Monats Februar 1987. Fernsehausstrahlungen: DRS, ARD, Arte, 3sat, ČT, ORB, BR, NDR, SR, WDR etc. Mit Pro Helvetia in Lateinamerika, Frankreich, Kanada. Studienprämie vom Bund, Bern 1986.
- 1989: Die goldene Jungfrau (90 Min). Eingeladen zum Filmfestival Karlovy Vary.

### 1993: Dokumentarfilmserie (je 20 Min.)
- Atelierbesuche nachgefragt (7 × Kunst Jahre danach). Produziert vom Hessischen Fernsehen, Frankfurt.

### 1993–1996 kurze Dokumentarfilme (je 15 Min.) für das Tschechische Fernsehen
- Graf Kolowrat; Der Theologe Jan Milič Lochman; Die Exilanten; Die Aristokraten; Die Liechtensteiner; Unsere Gräber – eure Gräber.

### Seit 1997 lange Dokumentarfilme für das Tschechische Fernsehen, Prag (je 60 Min.)
- 1998: Landák (Porträt des Schauspielers Pavel Landovský)
- 1999: Cenzurované sny – Cesta ke štěstí (Zensurierte Träume – Der Weg zum Glück). Die Lebensgeschichte eines 15-jährigen Mädchens, das in den 1950er-Jahren aus politischen Gründen inhaftiert wurde
- 1999: Cenzurované sny – Republiku si rozvracet nedáme ! (Zensurierte Träume – Die Republik geben wir nicht her !). Schicksale von „Klassenfeinden“
- 1999: Cenzurované sny – Film patří lidu (Zensurierte Träume – Der Film gehört dem Volk). Bekannte tschechische Schauspieler und Regisseure blicken zurück auf ihr Schaffen während der kommunistischen Ära.
- 2000: Milionáři v náhradním ráji (Millionäre im Ersatzparadies). Das Schicksal des amerikanischen Ehepaars Stern, das wegen Spionage für die Sowjetunion in der Tschechoslowakei Zuflucht fand
- 2000: Nezvaní hosté (Ungebetene Gäste). Wissenschaftler aus dem Westen, die für den Osten spioniert hatten, versteckten sich in der Tschechoslowakei
- 2000: Český fenomén: Homo chatař (Tschechisches Phänomen: Homo Wochenendhüttenbauer). Ein Filmessay über die Tradition einer Freizeitbeschäftigung und ihren Einfluss auf das gesellschaftliche Leben
- 2001: Večer na téma…Umění (žít) v exilu (Themenabend.... die Kunst im Exil zu leben). Der Fernsehabend bestand aus dem Spielfilm Hunderennen und aus 2 dazu ergänzenden Dokumenten
- 2001: Český fenomén: Homo chalupář (Tschechisches Phänomen: Homo Wochenendhausbauer). Ein Filmessay über Leute, die einer Landidylle nachträumen, die es eigentlich nie gab
- 2002: Český Honza před branami Evropy (Hans im Glück vor den Toren Europas). Eine ironische Phantasie zum Eintritt Tschechiens in die EU
- 2004: Zakletý zámek (Das verwünschte Schloss). Ein Schloss in Böhmen, von den Kommunisten 1948 enteignet, zeigt den Aufstieg und Fall einer Familie
- 2005: Tak, maminko, budou čtyři! (Sie bekommen Vierlinge!).  Ein Dokument über die ersten Vierlinge aus den 1950er-Jahren in der Tschechoslowakei im Vergleich mit Vierlingen im Jahre 2005
- 2006 Český fenomén: Taneční (Tschechisches Phänomen: Die Tanzstunden). Eine urtschechische Tradition
- 2008: My a Matterhorn, Matterhorn a my (Wir und das Matterhorn, Matterhorn und wir). Wie die kleine Schweiz in den Jahren 1968 und 1969 zum grossen Schutzhafen für tschechoslowakische Flüchtlinge wurde.
- 2010: Odepsaní ze života (Vom Leben abgeschrieben). Das tragische Ende der Literaten Karel Michal und Jiří Pištora.
- 2014: Brüche, Einbrüche, Abbrüche – Bertha Safarik. Ein Künstlerporträt
- 2015: Zakletý zámek (Das verwünschte Schloss). Von 2004 bis 2014 wurde am Schlossthema weiter gedreht und das Material in den Film von 2004 integriert
- 2015: Art Basel – Olympiade von Kunst und Kommerz
- 2016: Filmprojekt Nationalgalerie in Prag
- 2017: Nationalgalerie in Prag